# Nathalie Percillier

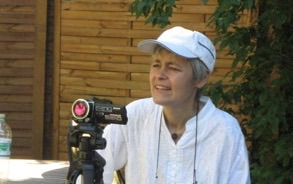
Nathalie Percillier, 2014

Nathalie Percillier (* 11. Mai 1960 in Paris) ist eine französische Filmregisseurin und Autorin.

## Leben
Nathalie Percillier studierte an der Universität der Künste (UdK) und der Deutschen Film und Fernsehakademie (dffb). Zu ihren Kurzfilmen zählen Bloody Well Done, Heldinnen der Liebe, der auf der Berlinale 1997 den Teddy Award gewann, Hartes Brot, der nationale und internationale Preise bekam und Utes Ende, der 2003 im Wettbewerb der Berlinale Premiere hatte.
2011 erschien ihr noch unverfilmtes Drehbuch, In the Milk, in der Reihe Kopfkino des Verlages Männerschwarm. 2013 erschien #manifestA, ihr erster langer Film über das erste Manifest großer und angesehener Künstlerinnen und 2014 Dings, ein Singspiel mit und für Les Reines Prochaines, das 2010 in der Bühnenversion in Berlin uraufgeführt wurde. Dings wird in der Film-Version auf den Lesbisch-Schwulen Filmtagen 2015 uraufgeführt.
Seit 2014 ist Nathalie Percillier eine der Vorsitzenden von Pro Quote Regie.

## Filmografie
- 1989:	Abgrundgeschichte
- 1989: Asphaltnacht
- 1992:	Frau Boldück und das weiße Ferkel
- 1992:	Ein kleiner Platz in Bilbao
- 1994:	Mein 37. Abenteuer
- 1994:	Bloody Well Done
- 1997:	Heldinnen der Liebe
- 1998:	Schwarzes Wasser
- 2000:	Hartes Brot
- 2003:	Utes Ende
- 2005:	Fucking Different! (13. Episode „Pracht“)
- 2014:    Dings